# 加普冰原島峰
67°54′S 62°29′E / 67.900°S 62.483°E
加普冰原島峰（英語：Gap Nunatak）是南極洲的冰原島峰，位於麥克羅伯特森地，屬於弗拉姆山脈中大衛山脈的一部分，海拔高度1,030米，現時由南極條約體系管理。